# Христо Логотет
Хаджи Христо Дамянов Логотет или Логотети е български общественик от ранното Българско възраждане в Македония, милетбашия (векилин) и архиерейски наместник на Пелагонийската митрополия в Прилеп.

## Биография
Христо Логотет е роден между 1775 и 1780 година в заможно семейство в град Прилеп в Османската империя, днес в Северна Македония. Учи в килийното училище във Варош, където усвоява църковнославянското писмо. Заминава за Йерусалим и става хаджия. Живее няколко години в Палестина и се занимава с търговия. След това работи в тютюнов склад в Смирна, по-късно в Цариград и Солун. Връща се в Прилеп и захваща търговия с тютюн, от която става един от най-богатите българи в града. Назначен е за архиерейски наместник в Прилеп, заради което получава титлата логотет.
Христо Шалдев пише за Христо Логотет:
| „ | Хаджи Христо е първият и истински възродител на Прилеп и верен страж на българското име, език и писменост в тоя град и околия. Той е бил първият българин, който пред правителствените власти називал раята с името българи се помъчил да сдобие последните с нещо свое - българско, за което да ги прикове за вечни времена. Върху тая идея е почивало намерението му да изходатайствува султански ферман за построяване на българска църква и българско училище в града. | “ |

Около 1832 година заминава за Цариград, където прекарва една година, за да издейства ферман за направа на българска църква в Прилеп. В получения ферман Христо Логотет успява да вмъкне фразата, че църквата ще се направи „за българското православно общество в Прилеп“. В 1838 година църквата „Свето Благовещение“ е осветена от Герасим Пелагонийски. Христо Логетет е пръв председател на Прилепската българска община до смъртта си. Погребан е в „Свето Благовещение“.
В 1893 година Атанас Шопов пише за Христо Логотет:
| „ | И Прилеп е притежавал своите стълпове, които още от първата четвърт на настоящето столетие са приготвили здрава почва да първата тамошна интелигенция, която е взимала живо участие както в църковния въпрос, тъй и въобще във възраждането... Тия стълбове, това са Христьо Логотети и хаджи Мирче Бомбол... Значи в гърдите на Х. Христьо е била жива божественната искрица, народното чувство, и за тая искрица той е изкарал императорски фирман, тая искрица е послужила за основата на един великолепен храм, впоследствие люлка на българщината, на всичко що е божествено и народно в Крали Марковия град. Хаджи Христьо е бил архиерейски наместник в Прилеп и затова се е подписвал Логотети. Грамотен е бил на славянска книга. Гръцка книга не е владеял, а турски език е говорил много свободно. Той е имал дълбок и практичен ум и се е радвал на голямо уважение между населението. Всякога е бил член на местното правителство, дето нищо не се е вършило без неговата умна дума и съгласие. Той с влиянието си е бил способен, казват прилепчани, от бесилката да избави човека. И досега се споменуват от някои по-стари прилепчани някои умни думи на Хаджи Христьо. Той често казвал на гражданите например: „деца, вардете бугарското, мразете тугьото“... Ако някой от младите, за да покаже, че е учен, е запявал понекогаш на гръцки, Хаджи Христьо веднага му е извиквал: „бре дете, кога си дошъл от Мора? Не те ли знам чий син си, пей си бугарски“. Ако Прилеп се е опазил от влиянието на гърцизма в първата половина на настоящето столетие, когато най-вече са започнали да работят за разпространение на гръцката култура, това се дължи на добрия Хаджи Христьо Логотети. | “ |

В 1941 година Иван Дуйчев казва в реч в Прилеп:
| „ | Незабравимо е името на един от най-първите деятели от онова време — Хаджи Христо Логотет, защитник на народа и негов представител пред гърци и турци. Помнят се неговите пламенни увещания: „Крепете булгарското, оти овие (владиците) сакат да ни стопат!“ | “ |

Коста Църнушанов приема, че хаджи Христо Логотет в известна степен е прототип на героя на Димитър Талев от романа „Железният светилник“ Климент Бенков.